# 名古屋運輸区
名古屋運輸区（なごやうんゆく）は、名古屋市中村区にある東海旅客鉄道（JR東海）東海鉄道事業本部直轄の運転士・車掌が所属する乗務員区所である。

## 車掌乗務範囲
- 東海道本線（浜松〜米原間）
- 関西本線（名古屋～亀山間）
- 武豊線（大府～武豊間）
- 「特急ひだ（岐阜～米原）」※高山本線内の乗務をしないことに決まり、大阪ひだに関しては乗務は続ける。
- 「特急南紀（名古屋～多気）」※普通列車は名古屋～亀山間のみであるが、特急列車乗務の場合、例外的に伊勢鉄道、紀勢線内も乗務する。また以前は紀伊勝浦まで通し乗務だったが、越境乗務の廃止などで新宮～紀伊勝浦間はJR西日本、多気～新宮間はJR東海の伊勢運輸区や亀山運輸区の担当に変わっている。
- 「特急しらさぎ（名古屋～米原）」
- 「サンライズ瀬戸」・「サンライズ出雲」の担当車掌が各旅客会社内完結に変更となったことに伴い2015年（平成27年）3月14日より米原駅 - 浜松駅間の乗務を担当している[1]。JR東海の車掌の定期寝台特急への乗務は分割民営化後初めてのこととなる。

## 歴史
- 1969年（昭和44年）12月1日：名古屋機関区を名古屋第一機関区と名古屋第二機関区に分割する。
- 1986年（昭和61年）11月1日：名古屋第一機関区の乗務員部門が名古屋第二機関区に統合される。
- 1987年（昭和62年）
  - 3月1日：国鉄分割民営化を控え、名古屋第二機関区から名古屋運転区に名称変更する[2]。また、名古屋車掌区米原支区は大阪鉄道管理局京都車掌区米原支区となる。
  - 4月1日：国鉄分割民営化に伴い、東海旅客鉄道（JR東海）東海鉄道事業本部の管轄となる。
- 2002年（平成14年）3月23日：名古屋運転区と名古屋車掌区を統合し、名古屋運輸区が発足する[3]。